# Mil à chandelle
Pennisetum glaucum
Pour les articles homonymes, voir Pennisetum et Spicatum.
Espèce
Classification phylogénétique
Le mil à chandelle ou simplement mil (Pennisetum glaucum) est une espèce de plantes annuelles de la famille des Poaceae (Graminées). Elle est cultivée comme céréale pour ses graines comestibles. Le terme désigne aussi ses graines consommées par l'homme et les animaux domestiques. C'est la plus cultivée de toutes les espèces de mil et millets.
Elle appartient à la sous-famille des Panicoideae, tribu des Paniceae.
Elle est aussi appelée « mil perle », « mil pénicillaire » ou « petit mil », mil perlé, babala, bajra, cumbu, dukhn, gero, sajje, sanio et souna (de : Perlehirse, en : bulrush millet, pearl millet, es : mijo perlado, it : miglio perlato). Le nom de « petit mil » l'oppose au sorgho, qui est le « gros mil » en français d'Afrique.

## Description

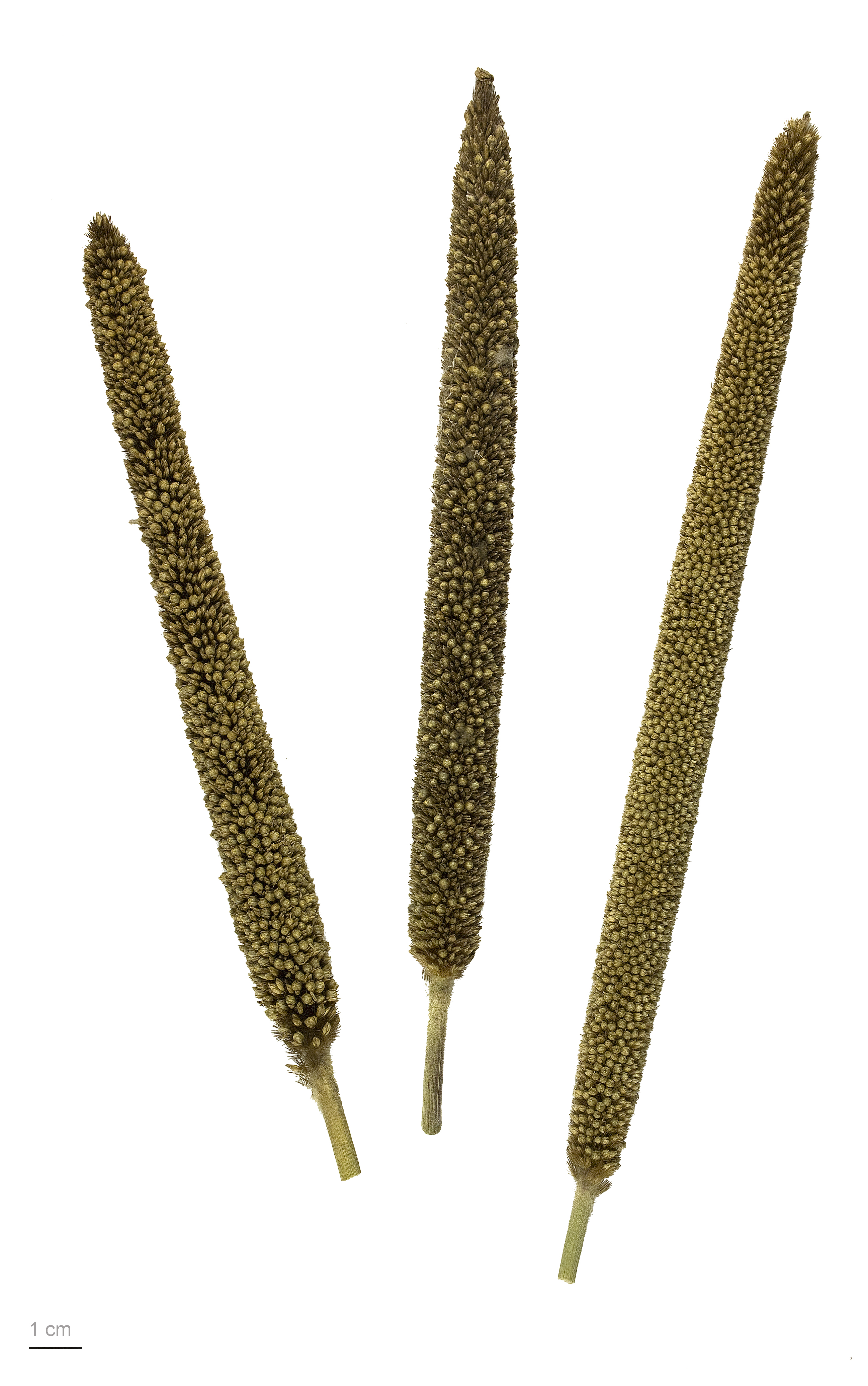
Pennisetum glaucum.

Le mil est une grande graminée, de 1 m jusqu'à 3-4 m de haut.
L'inflorescence est une panicule dense ou faux-épi, longue de 20 cm jusqu'à 1,5 m qui rappelle l'inflorescence des joncs (d'où son nom de mil à chandelle).
Les grains sont des caryopses, de 3 à 5 mm de long, généralement libres des glumelles. Ces grains globuleux à elliptiques, de couleur blanche, jaunâtre ou grise, ressemblent à des perles.

## Utilisation

### Alimentation humaine
C'est une culture vivrière qui a quelque importance en Inde et au Pakistan, ainsi que dans le Sahel africain, dans des zones semi-arides. Les graines sont consommées comme le riz, bouillies, cuites à la vapeur... Elles sont aussi transformées en farine, mais celle-ci n'est pas panifiable. En Afrique, on en fabrique également de la bière (dolo) à partir des graines germées.

### Alimentation animale
En Europe, l'usage principal est l'alimentation des oiseaux de compagnie, de la volaille et autrefois du bétail. La plante entière est aussi récoltée comme fourrage d'été en pâturage, ensilage ou foin sous le nom de millet perlé.

### Agrocarburants
Au Canada, une étude de recherche du MAPAQ (ministère de l'Agriculture, de l'Alimentation et des Pêcheries du Québec) démontre le potentiel phénoménal de cette plante pour produire de l'éthanol. La plante est récoltée comme fourrage et pressée. La sève alors extraite est fermentée et distillée. Les drèches peuvent très bien servir à l'alimentation animale. Le potentiel d'éthanol est d'environ 4 000 litres par hectare contre 3 000 à 3 200 pour le maïs.

## Synonymes
- Panicum glaucum L.
- Chaetochloa glauca (L.) Scribn.
- Chamaeraphis glauca (L.) Kuntze
- Holcus spicatus L.
- Pennisetum spicatum (L.) Körn.
- Panicum spicatum (L.) Roxb.
- Pennisetum americanum (L.) Leeke